# Isogona
Isogona là một chi bướm đêm thuộc họ Erebidae.

## Các loài
- Isogona natatrix Guenée, 1852
- Isogona punctipennis Grote, 1883
- Isogona scindens Walker, 1858
- Isogona segura Barnes, 1907
- Isogona snowi J.B. Smith, 1908
- Isogona tenuis Grote, 1872
- Isogona texana J.B. Smith, 1900